# Cuadernos de Botánica Canaria
Cuadernos de Botánica Canaria (abreviado Cuad. Bot. Canaria) fue una revista con ilustraciones y descripciones botánicas que editada en Las Palmas de Gran Canaria desde el año 1969 a 1977, publicándose los números 5 al 28 con el nombre de Cuadernos de Botánica Canaria; Comunicaciones sobre Flora y Vegetation del Archipiélago Canario. Fue precedida por Cuadernos de Botánica.